# ایستریکوو
ایستریکوو (انگلیسی: Istrikovo) یک شهرک در شهرستان نوریمانوفسکی استان باشقیرستان کشور روسیه است.